# Ostrichetrancidipescesalatocagnoligattuccipezzidicefaloinsalsapiccantesilfiooliomieletordimerlicolombaccicolombellegallettilodolearrostocutrettolepiccioniselvaticilepricottenelvinocroccanticantuccini
Ostrichetrancidipescesalatocagnoligattuccipezzidicefaloinsalsapiccantesilfiooliomieletordimerlicolombaccicolombellegallettilodolearrostocutrettolepiccioniselvaticilepricottenelvinocroccanticantuccini è una pietanza immaginaria menzionata dal commediografo Aristofane nel finale della commedia Le donne al parlamento.
Il testo originale in greco, riportato sia in alfabeto greco sia nella traslitterazione in alfabeto latino, è il seguente: 
(vv. 1169-1175)
La parola originale greca conta centosettantuno caratteri ed è la più lunga parola conosciuta della letteratura greca antica.

## Ingredienti
La pietanza è una fricassea, con almeno sedici ingredienti agrodolci, fra cui:
- ostriche (λοπαδο-)[4]
- tranci di pesce (-τεμαχο-)
- pesci della sottoclasse degli elasmobranchi (-σελαχο-)
- teste di piccoli squali (-γαλεο-κρανιο)
- pietanze fatte da vari ingredienti dal gusto forte, grattugiati e pestati (-λειψανο-δριμ-υποτριμματο)
- silfio (-σιλφιο-), pianta del genere Ferula
- granchi, gamberi o aragoste (-καραβο-)
- miele (-μελιτο-)
- labridi o turdidi (-κατακεχυμενοκιχλ-)
- una specie di pesce di mare oppure merli (-επικοσσυφο-)
- colombi (-φαττο-)
- colombacci (-περιστερ-)
- gallo (-αλεκτρυον-)
- testa arrostita di tuffetto (-οπτο-κεφαλλιο-κιγκλο-)
- colombe (-πελειο-)
- lepre (-λαγῳο-)
- mosto (-σιραιο-)

Il tutto immerso in ali o pinne (-βαφη-τραγανο-πτερύγων).

## Altre traduzioni italiane
Il termine, data la sua singolarità, ha messo duramente alla prova i traduttori.
La prima traduzione italiana della commedia di Aristofane (1545) dei fratelli Bartolomeo e Pietro Rositini rende il termine con questa sequenza:
( Aristofane, Le Comedie del facetissimo Aristofane, traduzione di Bartolomeo e Pietro Rositini, Venezia, Vincenzo Valgrisi, 1545,  p. 253.)
Fra le traduzioni italiane è nota quella di Ettore Romagnoli, scelta da Lorenzo Rocci nel suo Vocabolario della lingua greca (nell'edizione 1943, pag. 1135; nell'edizione 2011, pag. 1111; in ogni caso Rocci preferisce la variante iniziante per λε):
predegattuccicervelliconsalsapiccantedi-

mielporrosilfiomerlipalòmbicolombipic-

ciontordicrestedigalcoditremole-

leprimostardadivincartilaginedalidipol»
( Aristofane, Le Commedie d'Aristofane (PDF), traduzione di Ettore Romagnoli, volume II, Torino, Fratelli Bocca, 1909,  p. 546.)
Questa è invece la traduzione di Benedetto Marzullo:
di palombo - in salsa piccante con

silfio formaggio miele condite -

tordi nonché merli - colombi -

colombacci - galline arrosto -

lodolette - batticode - piccioni - lepri

in salmì - deliziose sfogliatelle

come dessert.»
( Aristofane, Le Commedie, collana I Mammut - Grandi Tascabili Economici 80, Roma, Newton & Compton, 2003,  p. 1003, ISBN 88-8289-862-8.)